# Ville-di-Paraso
 Ville-di-Parasu  là một xã ở tỉnh Haute-Corse trên đảo Corse, Pháp.